# Statuetta di Cheope
La Statuetta di Cheope è un'antica statua egizia. Manufatto artisticamente e archeologicamente rilevante, fu scoperta nel 1903 da Sir Flinders Petrie durante gli scavi di Kom el-Sultan, presso Abido. Rappresenta l'antico faraone Cheope, il più celebre sovrano (2589 - 2566 a.C.) della IV dinastia egizia (Antico Regno), costruttore della Grande Piramide. 
Ad oggi, questa piccola figura seduta è l'unica raffigurazione tridimensionale di Cheope a essersi conservata sostanzialmente integra dall'epoca antica, mentre di altre sue sculture esistono solamente frammenti. La maggior parte degli archeologi la ritiene coeva a Cheope o degli anni immediatamente successivi; ma, soprattutto a causa del luogo inusuale della scoperta, tale datazione è stata messa spesso in discussione. L'egittologo Zahi Hawass ha espresso riserve circa l'attribuzione agli anni della IV dinastia, preferendo ascriverla alla XXVI dinastia egizia (664 - 525 a.C.). Tale teoria non ha ricevuto molto credito, ma nemmeno è stata confutata e resta dibattuta. Lo scopo, forse rituale, del reperto è ugualmente dubbio. Se coeva a Cheope, forse servì al suo culto, in vita o postumo; se appartenente all'epoca tarda, potrebbe trattarsi di un'offerta votiva (come sostiene Hawass). L'artista che la realizzò è sconosciuto.

## Descrizione

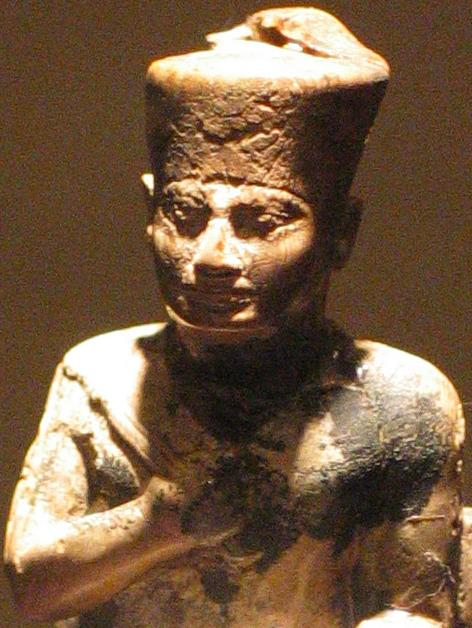
Dettaglio della testa e del busto

La figurina in avorio misura 7,5 cm in altezza, 2,9 in larghezza e 2,6 in profondità ed è parzialmente danneggiata e scheggiata. La superficie esterna era originariamente lucida e ben levigata. Cheope è rappresentato con la corona rossa (deshret) del Basso Egitto, la cui sommità e la spirale che decorava la fronte sono mancanti. Il re siede su un trono dal basso schienale, meno lavorato della figura umana. Nella mano destra posata sul petto, stringe lo scettro a forma di flagello (nekhekh), che ricade sul braccio destro. Il braccio sinistro è piegato e posato pacatamente sulla coscia; la mano è distesa sul ginocchio. I piedi, come il piedistallo, sono andati perduti. La testa, dalle grandi orecchie, è leggermente sproporzionata rispetto al corpo; il viso è tondo e gli zigomi pieni. Il mento è sprovvisto della consueta barba cerimoniale posticcia. Il re indossa un corto perizoma plissettato; la parte superiore del corpo è nuda. Sul lato destro, accanto al ginocchio del faraone, compare il nome Horo di Cheope, Mejedu; alla sinistra del ginocchio, in un cartiglio, permangono lievissime tracce parte terminale del suo nomen Khnum-Khufu (grecizzato in Cheope).

## Scoperta
Il manufatto fu rinvenuto nel 1903 da Flinders Petrie nella necropoli di Kom el-Sultan ad Abido, in una delle stanze del "Magazzino C" del grande e danneggiato tempio di Osiride-Chontamenti, nel settore meridionale del sito archeologico. Il tempio di Kom el-Sultan fu dedicato al dio sciacallo Chontamenti già nel Periodo arcaico dell'Egitto (XXXII - XXVII secolo a.C.), forse durante la III dinastia. Ai tempi del Medio Regno vi fu eretto un santuario in onore del dio mummiforme Osiride, al quale molto presto la figura di Chontamenti fu assimilata: il complesso templare fu così considerato il santuario di Osiride-Chontamenti. Nel medesimo locale del "Magazzino C" furono rinvenute parti in gesso di statue lignee, ascrivibili a quell'epoca.

## Importanza storica e artistica

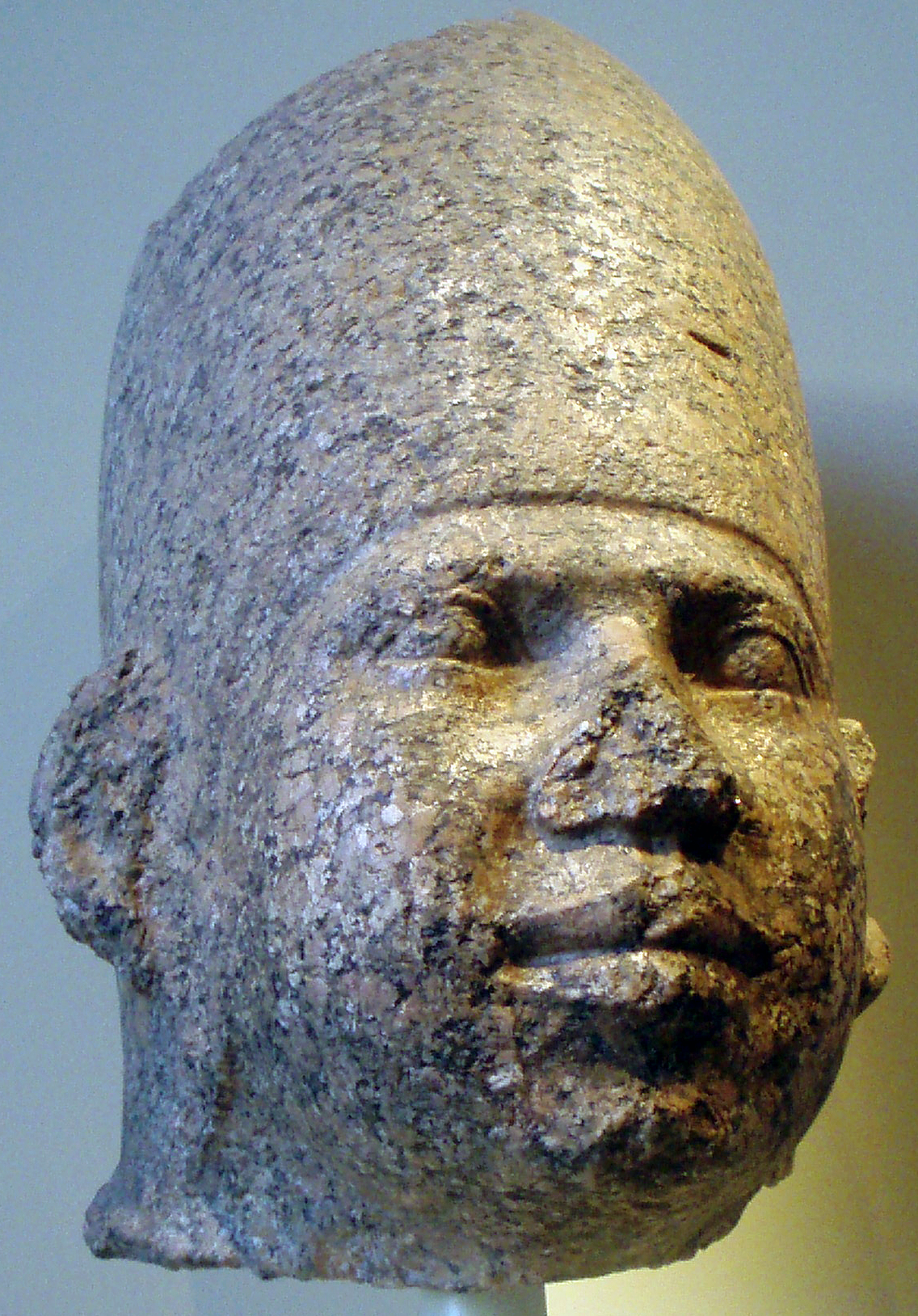
La "Testa reale di Brooklyn"

La statuetta è l'unico oggetto tridimensionale e sostanzialmente integro che raffiguri Cheope, anche se è erroneo affermare, come spesso succede, che questa sia l'unica immagine conservatasi del faraone. Esistono, infatti, svariati frammenti d'alabastro di statuette del re in trono, rinvenuti da George Reisner a Giza. Rainer Stadelmann valuta che, originariamente, nel tempio mortuario di Cheope dovessero esistere all'incirca cinquanta statue del monarca, di cui forse venti o venticinque riutilizzate dal suo successore, Djedefra. Sulle basi delle sculture di Cheope fu inscritta la sua titolatura reale, che oggi sussiste solo in frammenti, sufficienti tuttavia per l'identificazione. Il nome completo Khnum-Khufu è sovente abbreviato in Khufu (grecizzato in Cheope). Esiste, per esempio, un frammento di una statua del faraone in trono di cui resta la sillaba -fu all'interno di un cartiglio, facilmente riconducibile al nome Khufu. 
Il frammento C2 della Pietra di Palermo registra la creazione di due colossi di Cheope in piedi, una in rame e un'altra in oro puro.
Varie altre statue sono state ricondotte a Cheope per i loro tratti stilistici. Le più famose tra queste sono la "Testa reale di Brooklyn", in granito rosa, e la "Testa reale di Monaco" in pietra calcarea. In entrambe, il faraone identificato con Cheope indossa la corona bianca dell'Alto Egitto.